# Cratere Medhavi
Medhavi  è un cratere sulla superficie di Venere. Deve il proprio nome all'autrice indiana Pandita Ramabai Sarasvati (in marathi पंडिता रमाबाई सरस्वती?), coniugata Medhavi.